# Отцы-пустынники

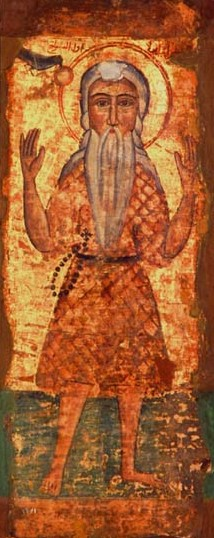
Павел Фивейский
(коптская икона)

Отцы-пустынники — название христианских монахов, отшельников и аскетов периода возникновения монашества в IV—V веках. Используется преимущественно в отношении египетских подвижников, проживавших в Скитской пустыне (Вади-эль-Натрун). Изречения отцов-пустынников вошли в многочисленные сборники («Патерик Скитский», «Изречения отцов», «Книга святых мужей»), известные с VI века.
Отцы-пустынники придерживались анахоретного монашества, то есть проживали в уединённых и пустынных местностях, по возможности чуждаясь всякого общения с другими. Такое движение возникло уже во II веке и, первоначально, было вызвано преследованием первых христиан. Затем появилось уже богословское обоснование, что такой аскетизм есть подражание жизни Иоанна Крестителя в пустыне и сорокадневному посту Иисуса Христа во время Его искушения в пустыне, на первый план в отшельничестве вышло стремление к духовным подвигам.
Возникновение данной формы монашеской жизни приписывают преподобному Павлу Фивейскому (умер ок. 341 года), прожившему, по преданию, 91 год в отшельничестве. Подобный пример вдохновил многих христиан, и когда Афанасий Великий в 356 году удалился в Ливийскую пустыню, он нашёл её уже заселённой многочисленными пустынниками.

## Антоний Великий
Основателем и идеологом отшельнического монашества считается Антоний Великий, который с 270-х годов стал отшельником в Фивадской пустыне, а затем около 313 года перешёл на берег Красного моря, где вокруг него появилась монашеская община, а в 356 году на месте его погребения был основан монастырь, получивший впоследствии его имя. Антоний прославился также как обличитель арианства. Территория Синайского полуострова, где жил Антоний, стала в первой половине IV века местом возникновения многих анахоретских монастырей (из основанных в тот период и действующих в настоящее время монастырь Святой Екатерины стал общежительным). На севере Египта традицию отшельничества привил авва Аммон. В Палестине прославился ученик Антония Иларион Великий.

## Пахомий Великий и появление общежитий

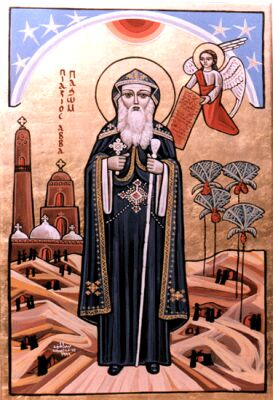
Пахомий Великий

Также в этот период монашеские общины отшельников возникали на берегах Нила в Фивадской пустыне, Тавенисси, Скитской пустыне (располагалась на расстоянии дневного пути от Нитрийской горы, в северо-западной части Египта). Из этих мест в Тавенисси Пахомием Великим был основан первый общежительный монастырь (киновия). Пахомий соединил разрозненные жилища последователей Антония Великого, огородил общину стеной и составил для монахов правила дисциплины и режим дня, основанный на равномерном чередовании труда и молитвы. Для своего монастыря Пахомием был написан первый монастырский устав (318 год). С этого периода общежительное монашество начинает вытеснять отшельничество и с территории Египта распространяется через Палестину (Евфимиева лавра, лавра Саввы Освященного) до Константинополя. 
В Каппадокии общежительный устав распространяет Василий Великий. Его помощником в деле собирания монашеской мудрости был Евагрий Понтийский. На Западе с трудами отцов-пустынников, в частности с уставом преподобного Пахомия, познакомились после визита в 340 году в Рим Афанасия Великого. С этого времени концепция общежительного монашества, заложенная отцами-пустынниками, начала развиваться и в Западной церкви.

## Основные источники об отцах-пустынниках раннего периода
Отцы пустынники и жены непорочны,

Чтоб сердцем возлететь во области заочны,

Чтоб укреплять его средь дольных бурь и битв,

Сложили множество божественных молитв.
- «Изречения отцов-пустынников» (Apophthegmata Patrum), трактат второй половины V века.
- «История монашества в Египте» (Historia Monachorum in Aegypto).
- Сборник «Лавсаик, или повествование о жизни святых и блаженных отцов», составлен Палладием Еленопольским.
- «Жизнь святого Антония» Афанасия Великого.
- Сборник «Добротолюбие».